# Piotr Warszewski (gitarzysta basowy)
Piotr Warszewski (ur. 18 września 1965, zm. 4 lipca 2023) – polski gitarzysta basowy, członek między innymi zespołów Atrakcyjny Kazimierz, Bikini oraz Rejestracja.

## Życiorys
Jako  gitarzysta basowy grupy Atrakcyjny Kazimierz zarejestrował wraz z nią płyty: Przychodził nocą, Najlepsze..., Winogrono, Mamo puść ją pod namiot i 25-latka. Wraz z zespołem Rejestracja nagrał natomiast album studyjny pt. Uwolnij się oraz koncertowy pt. Live. Był także członkiem zespołów Bikini i Eklektik.
Zmarł 4 lipca 2023. Został pochowany na Centralnym Cmentarzu Komunalnym w Toruniu.